# Cuina elèctrica
Una cuina elèctrica és una variació de la cuina que converteix l'electricitat en calor per a cuinar i enfornar. Inventada en el segle xix , la cuina elèctrica es va popularitzar com a reemplaçaments de les cuines de combustible sòlid (llenya o carbó) que requerien més mà d'obra per operar i mantenir. Les cuines elèctriques més modernes vénen en una unitat amb una funció de campanes extractores i són programables.
Un o més "cremadors" (elements calefactors) de la cuina es poden controlar mitjançant un interruptor amb un nombre finit de posicions, cadascun dels quals implica una combinació diferent de resistències i, per tant, una potència de calefacció diferent que permet una variabilitat constant entre la configuració de calor mínima i màxima. Alguns cremadors i controls de l'estufa incorporen termòstats. N'hi ha amb placa de resistència, amb placa vitroceràmica o amb placa d'inducció.

## Història

### Primeres patents
El 20 de setembre de 1859, George B. Simpson va rebre la patent dels Estats Units núm. 25532 per a una superfície "electroescalfadora" escalfada per una bobina de fil de platí alimentada per bateries. En les seves paraules, era útil per "escalfar habitacions, bullir aigua, cuinar aliments...". Les primeres cuines elèctriques tenien resistències d'alta temperatura en forma d'espiral, que trigava de deu a 12 segons en escalfar-se. El disseny va millorar amb l'ús d'elements calefactors d'alta resistència en forma de serp, que reduïen entre quatre i set segons el temps d'escalfament, però amb un cost elèctric superior, i entre la dècada de 1920 i la dècada de 1930 ja suposava una forta competència a la cuina econòmica i la forn de gas.

L'inventor canadenc Thomas Ahearn va registrar la patent núm. 39916 el 1892 per a un «forn elèctric», un dispositiu que probablement va emprar auell any en la preparació d'un menjar per a un hotel d'Ottawa. Ahearn i Warren Soper eren propietaris de la Chaudiere Electric Light and Power Company d'Ottawa. La cuina elèctrica es va exhibir en l'Exposició Universal de Chicago de 1893, on es va mostrar un model de cuina electrificada. A diferència de la cuina de gas, va trigar a imposar-se, en part a causa del desconeixement de la tecnologia i a la necessitat d'electrificar ciutats i pobles. Per a la dècada de 1930, la tecnologia havia madurat i l'estufa elèctrica estava reemplaçant lentament a l'estufa de gas, especialment en les llars.

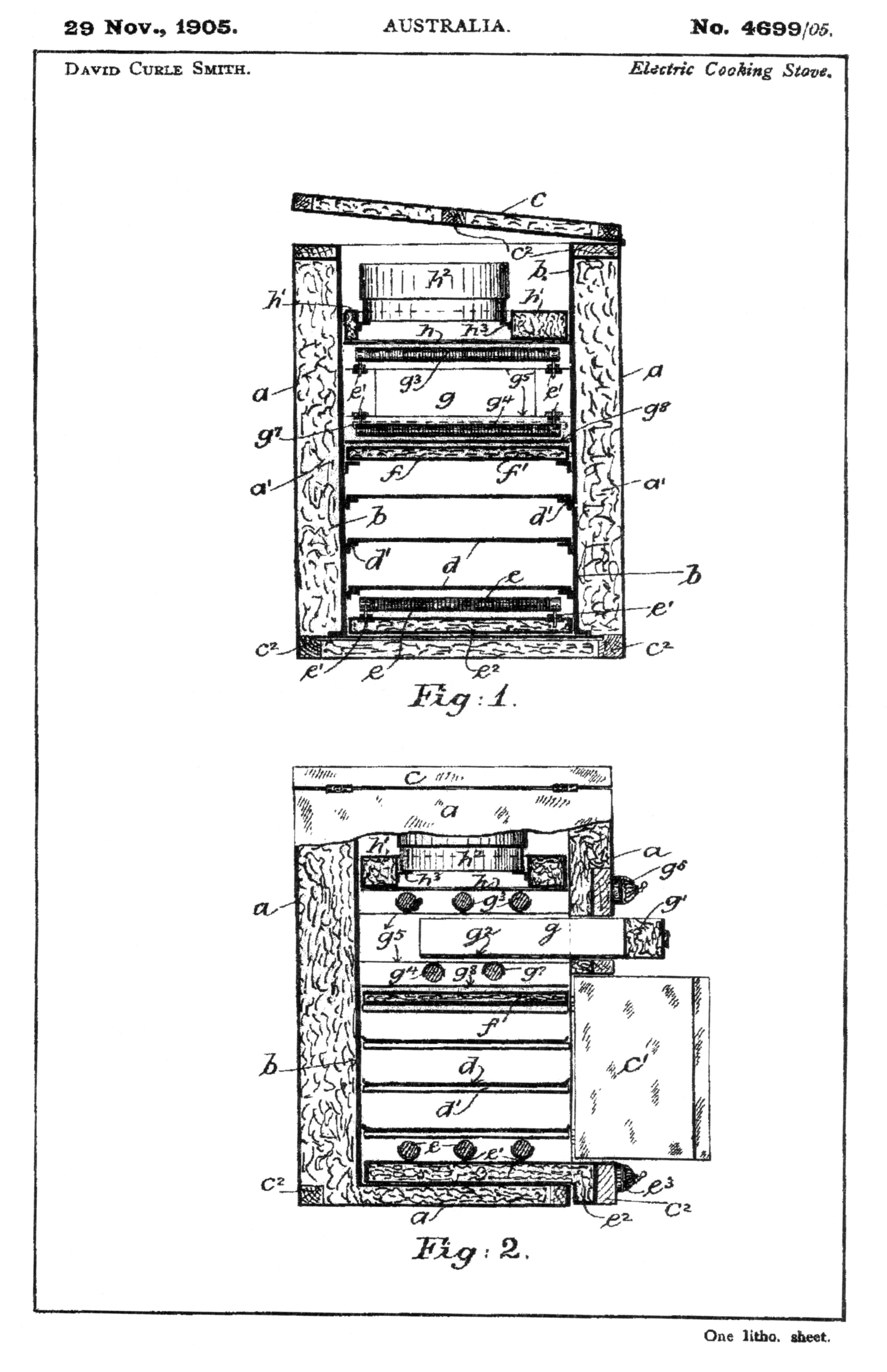
Dibuixos presentats el 1905 quan a David Carl Smith per la patent australiana (Núm. 4699/05) de la seva «cuina elèctrica», o «cuina 'Kalgoorlie'».

El 1897, William Hadaway va obtenir la patent estatunidenca núm. 574537 per a un «forn elèctric controlat automàticament».
Les primeres cuines elèctriques no eren satisfactòries a causa del cost de l'electricitat (en comparació amb la fusta, el carbó o el gas de la ciutat), l'energia limitada subministrada per l'empresa de serveis públics, la mala regulació de la temperatura i la curta vida útil dels elements calefactors. La invenció dels aliatges de nicrom (níquel-crom) per a cables de resistència va millorar el cost i la durabilitat dels elements calefactors.

Es van comercialitzar cuines elèctriques i altres electrodomèstics per a generar demanda d'Electricitat. Durant l'expansió de l'electrificació al poble, les demostracions de cuina amb estufes elèctriques van ser populars.

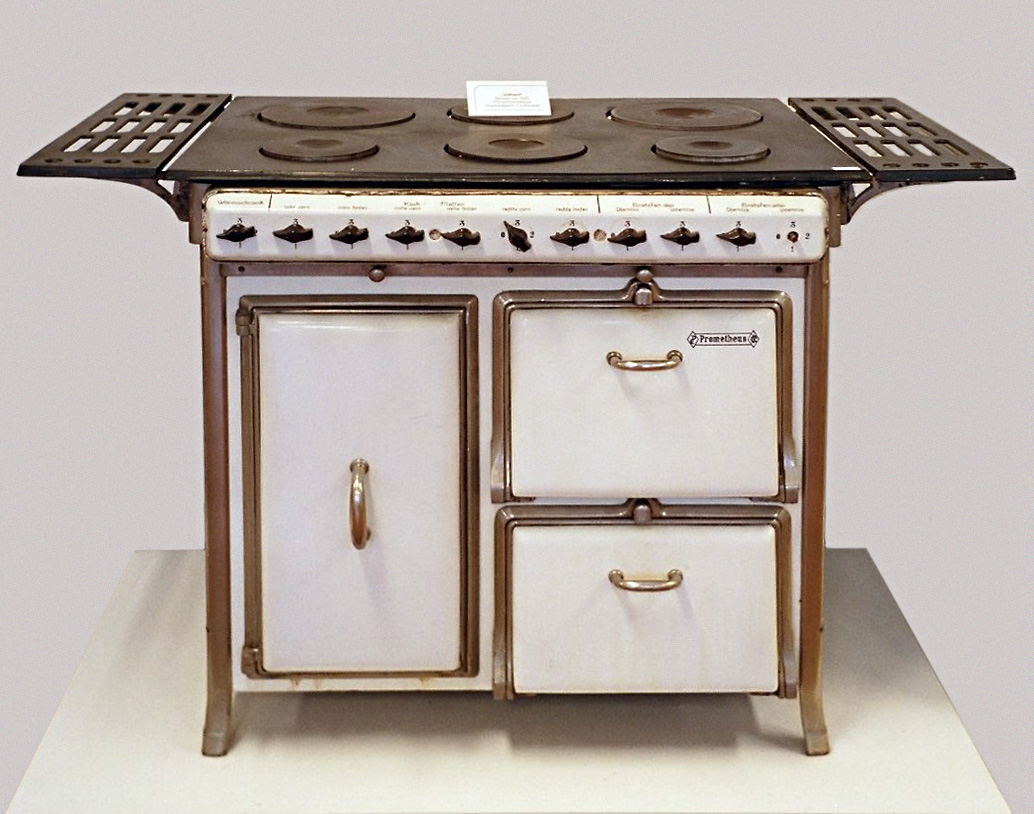
Cuina elèctrica antiga
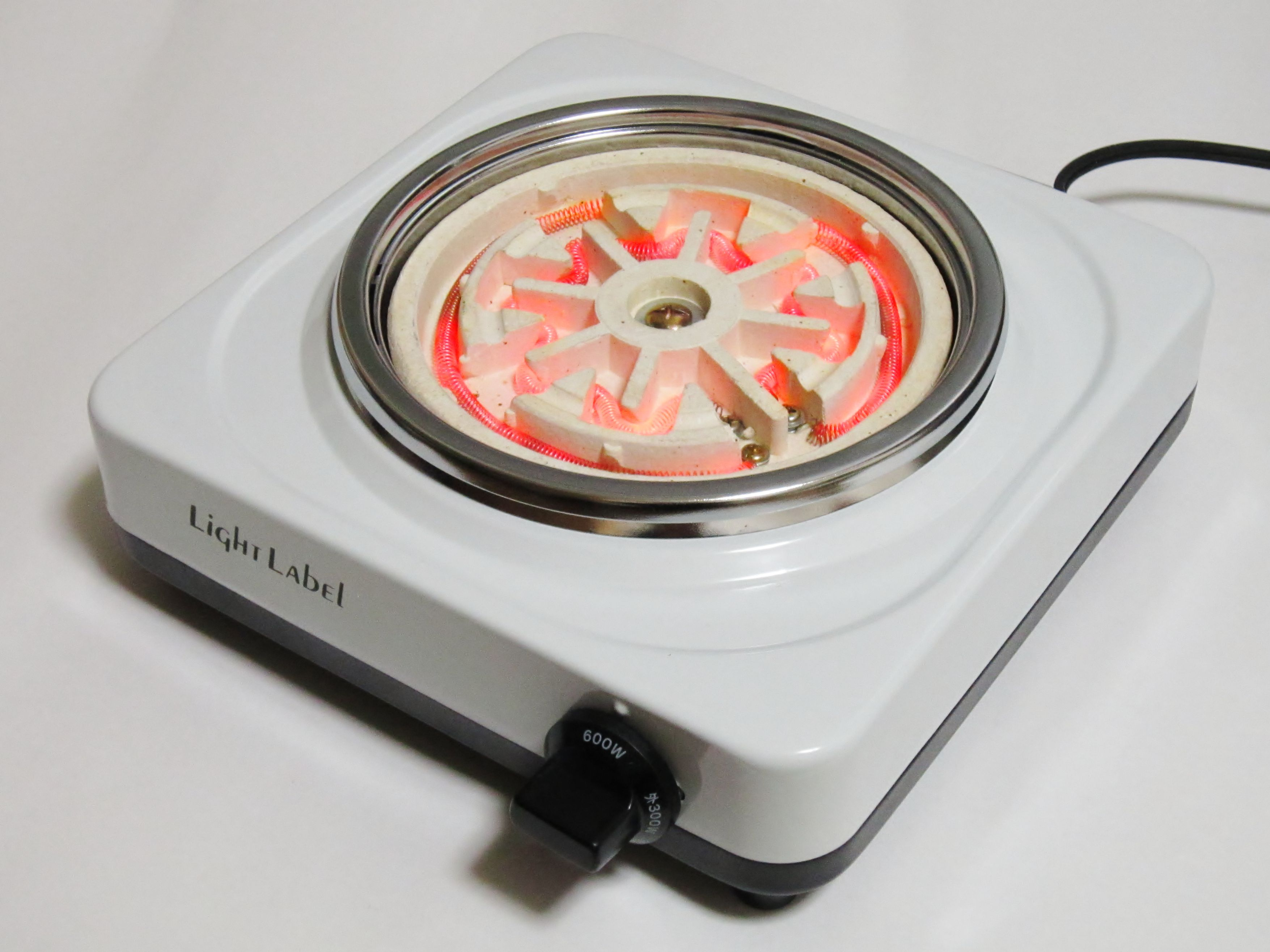
Una placa portàtil amb les resistències d'escalfament a la vista, envoltades per material ceràmic.
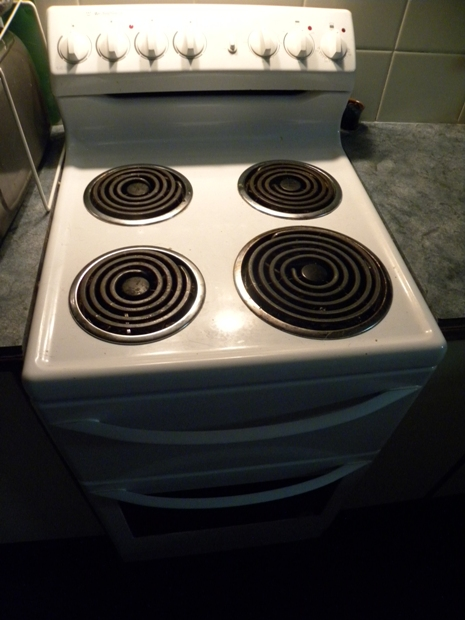
Cuina elèctrica amb escalfadors elèctrics en espiral antiga

### Cuina Kalgoorlie
El novembre de 1905, David Carl Smith, enginyer municipal d'enginyeria elèctrica a Kalgoorlie, Austràlia Occidental, va sol·licitar una patent (Aust. Patent No. 4699/05) per a un dispositiu que va adaptar (a partir del disseny d'una estufa de gas) el que després es va convertir en la configuració per a la majoria de les cuines elèctriques: un forn sobre el qual hi havia una placa de cocció amb una graella entre ells. La cuina de Carl Smith no tenia termòstat; la calor va ser controlada per la quantitat de dispositius de nou elements que es van incloure.

## Variants

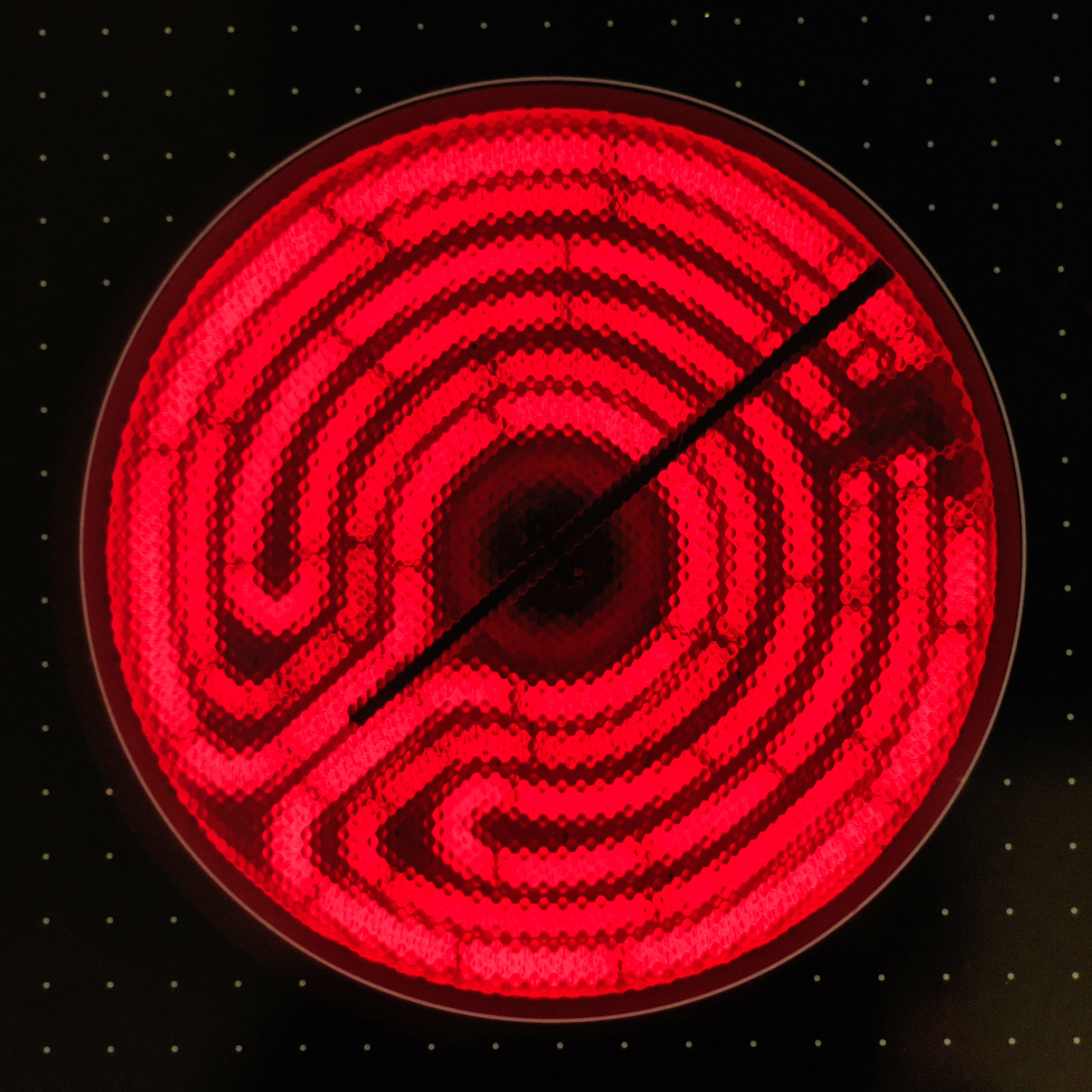
Placa de cocció amb espiral al vermell quan està encès i amb una protecció de vidre ceràmic.

La primera tecnologia utilitzava bobines de calor resistives, que escalfaven fogons de ferro, a la part superior dels quals es col·locaven les cassoles. Posteriorment això esdevingué un tub buit d'acer en espiral que tenia un element d'escalfament que travessava el centre. El tub s'enrotlla en espiral sota la cassola. A diferència de la placa de ferro anterior, l'espiral d'acer s'escalfava al vermell, impartint més calor a la cassola del que podria donar la placa. El corrent elèctric que circula per la resistència l'escalfa per efecte Joule. Aquesta calor es pot modular variant la intensitat del corrent elèctric. Un termòstat talla regularment l'alimentació elèctrica per mantenir una temperatura propera a la desitjada. Aquest procés sol anar acompanyat d‟un indicador lluminós perquè l‟usuari pugui seguir els talls.
El corrent elèctric que circula per la resistència l'escalfa per efecte Joule. Aquesta calor pot modular-se variant la intensitat del corrent elèctric. Un termòstat curta regularment l'alimentació elèctrica per a mantenir una temperatura pròxima a la desitjada. Aquest procés sol anar acompanyat d'un indicador lluminós perquè l'usuari pugui seguir els talls
La calor de la resistència es transfereix a la placa de cocció pròpiament dita, que pot ser de ferro colat o d'altres materials, com la pedra d'una mènsula. El material absorbeix la calor i la distribueix al recipient o aliment que s'escalfarà.

### Cuina elèctrica amb placa vitroceràmica

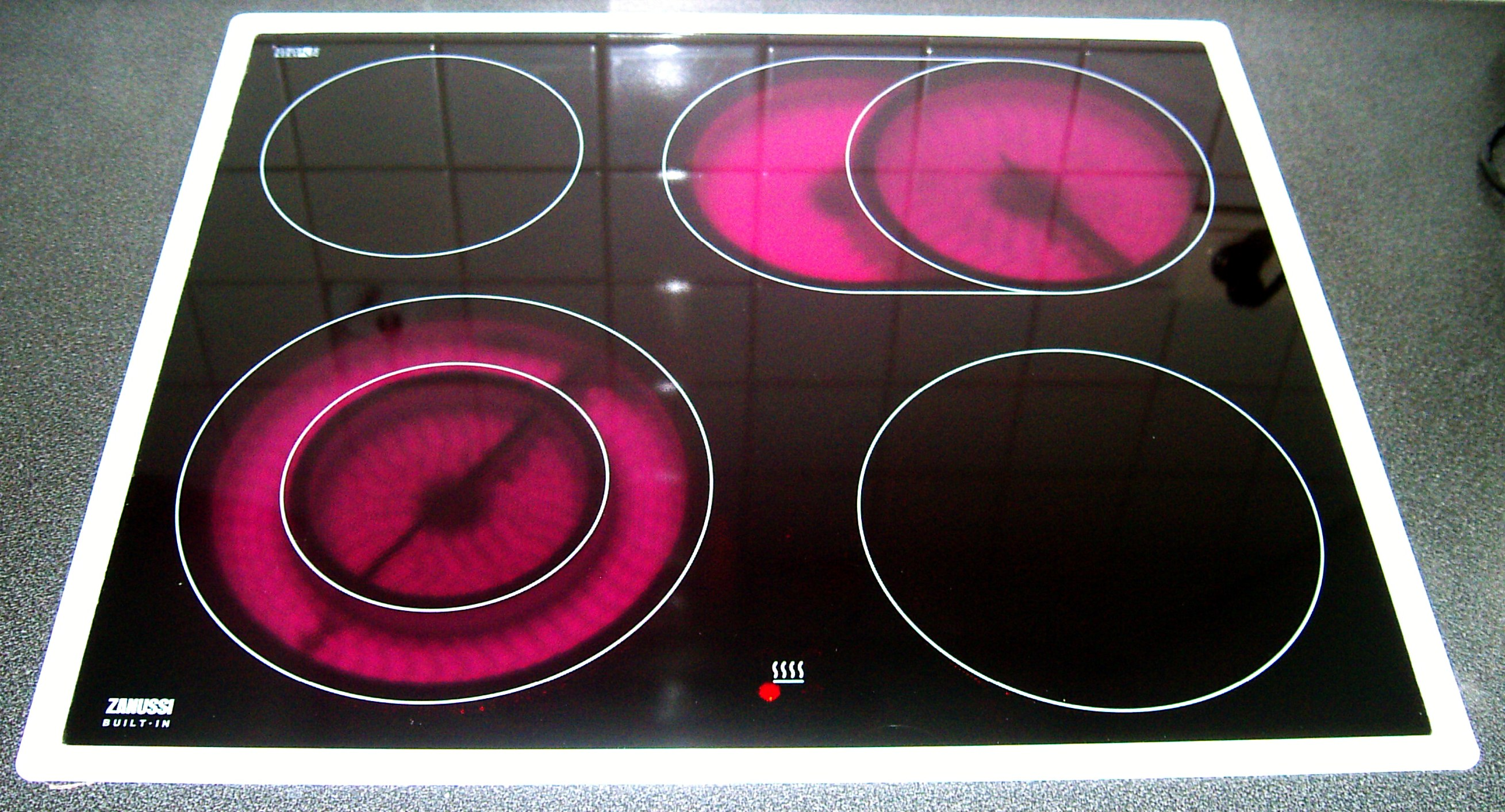
Cuina vitroceràmica

Una cuina vitroceràmica és un sistema de cocció en què hi ha un vidre especial entre la font de calor i el recipient que es vol escalfar.
Les primeres cuines elèctriques utilitzaven resistències que transmetien la calor als cremadors de ferro.  A la dècada de 1970 van aparèixer les cuines vitroceràmiques, uns fogons que triguen a agafar temperatura però proporcionen una radiació infraroja altament eficient. La vitroceràmica té molt baixa conductivitat tèrmica, un coeficient d'expansió tèrmica de pràcticament zero, però permet que la radiació infraroja passi molt bé. S'utilitzen bobines d'escalfament o llums d'infrarojos halògens llums com a element escalfador. A causa de les seves característiques físiques, la cuina s'escalfa amb major rapidesa, menys restes de calor residual i només la placa s'escalfa, mentre que la superfície adjacent es manté freda. L'arribada de la vitroceràmica suposà tota una renovació en la cuina, ja que, aquestes cuines tenen una superfície llisa i per tant són més fàcils de netejar, i disposa d'indicadors de calor que adverteixen que les plaques encara romanen calentes, el que permet un estalvi d'energia. Encara que inicialment eren més cares.
La vitroceràmica halògena Genera la calor mitjançant focus halògens. S'escalfen gairebé instantàniament gràcies al fet que consumeixen força energia, per aquesta raó només s'acostumen a vendre en combinació amb altres tipus.

###### Consum i eficiència energètica
Les plaques vitroceràmiques per ordre decreixent d'eficiència són les de gas, les elèctriques d'inducció electromagnètica, les elèctriques de resistència, les halògenes.
Les potències elèctriques de les plaques vitroceràmiques són la suma de les potències parcials de cada cercle de transmissió de calor. Les plaques d'inducció solen tenir de 6800 a 7000 W; les plaques de resistències solen tenir entre 6300 i 6600 Watts de potència.
El consum energètic teòric és el producte de la potència de l'electrodomèstic pel temps de funcionament.
Una cuina de gas consumeix aproximadament la meitat que una elèctrica. El consum d'un "foguer" de vitroceràmica és d'uns 825 Wh, en el cas dels dispositius de gas ronda els 400-450 Wh.

### Cuina elèctrica amb placa d'inducció

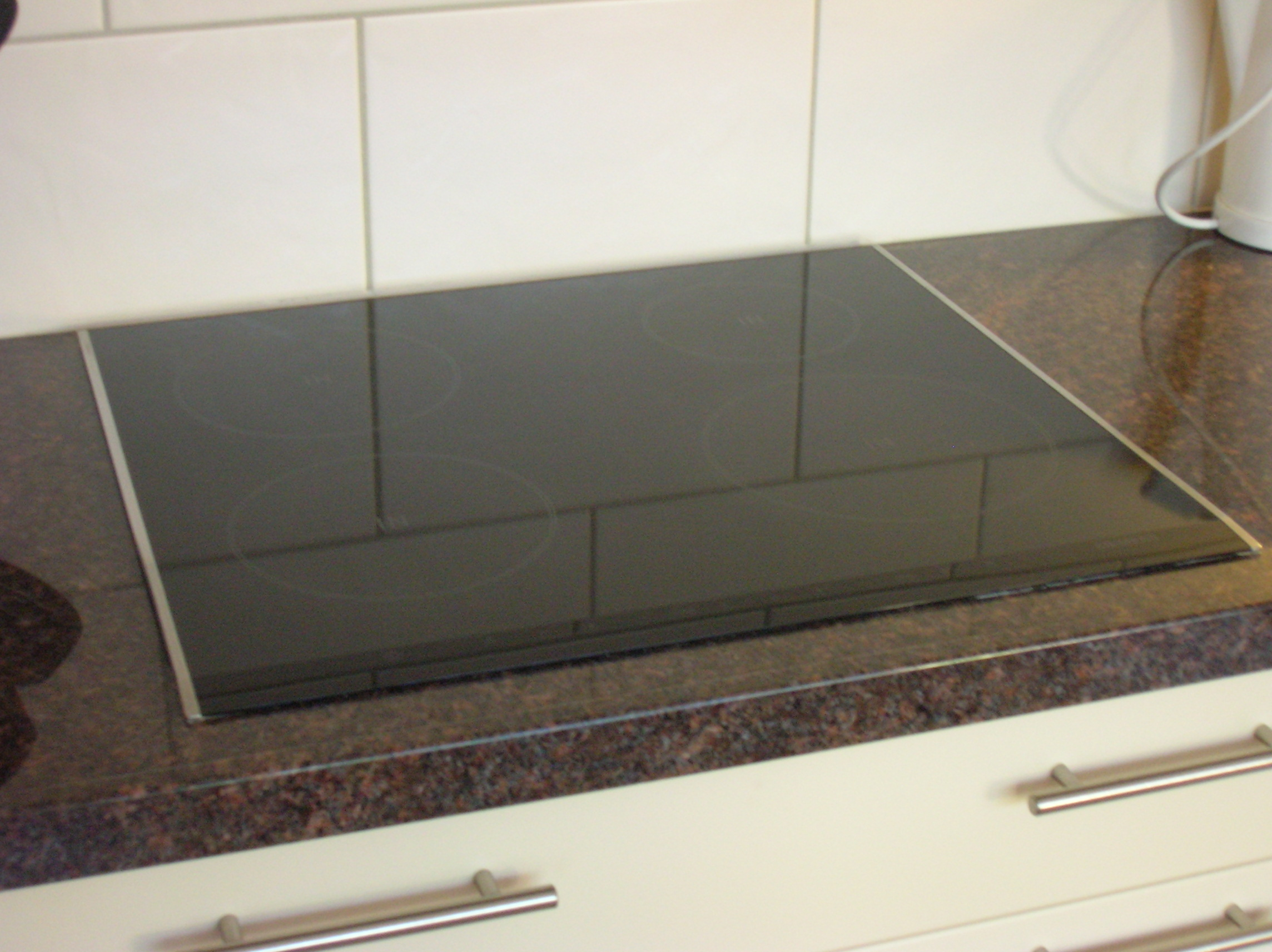
Aspecte exterior d'una cuina d'inducció.

Una tercera tecnologia desenvolupeu per primera vegada per a les cuines professionals, però que avui dia també ha entrat en el sector domèstic, és la cocció per inducció. Aquest procés només escalfa, fins al moment, utensilis ferromagnètics, directament a través de la inducció electromagnètica. Esdeveniments recents han permès funcionar també a utensilis de cuina no ferrosos, però no tan eficientment com els ferrosos. Les estufes d'inducció també tenen una superfície de cristall-ceràmica llisa.
Una cuina d'inducció és un tipus de cuina que escalfa directament el recipient en lloc d'escalfar la vitroceràmica i després transferir la calor al recipient. Aquestes cuines utilitzen un camp magnètic alternant que magnetitza el material ferromagnètic del recipient en un sentit i en un altre. Aquest procés té pèrdues d'energia que, en forma de calor, escalfen el recipient. Els recipients han de contenir un material ferromagnètic almenys en la base, de manera que els d'alumini, terracota, acer inoxidable o coure no són utilitzables amb aquest tipus de cuines.

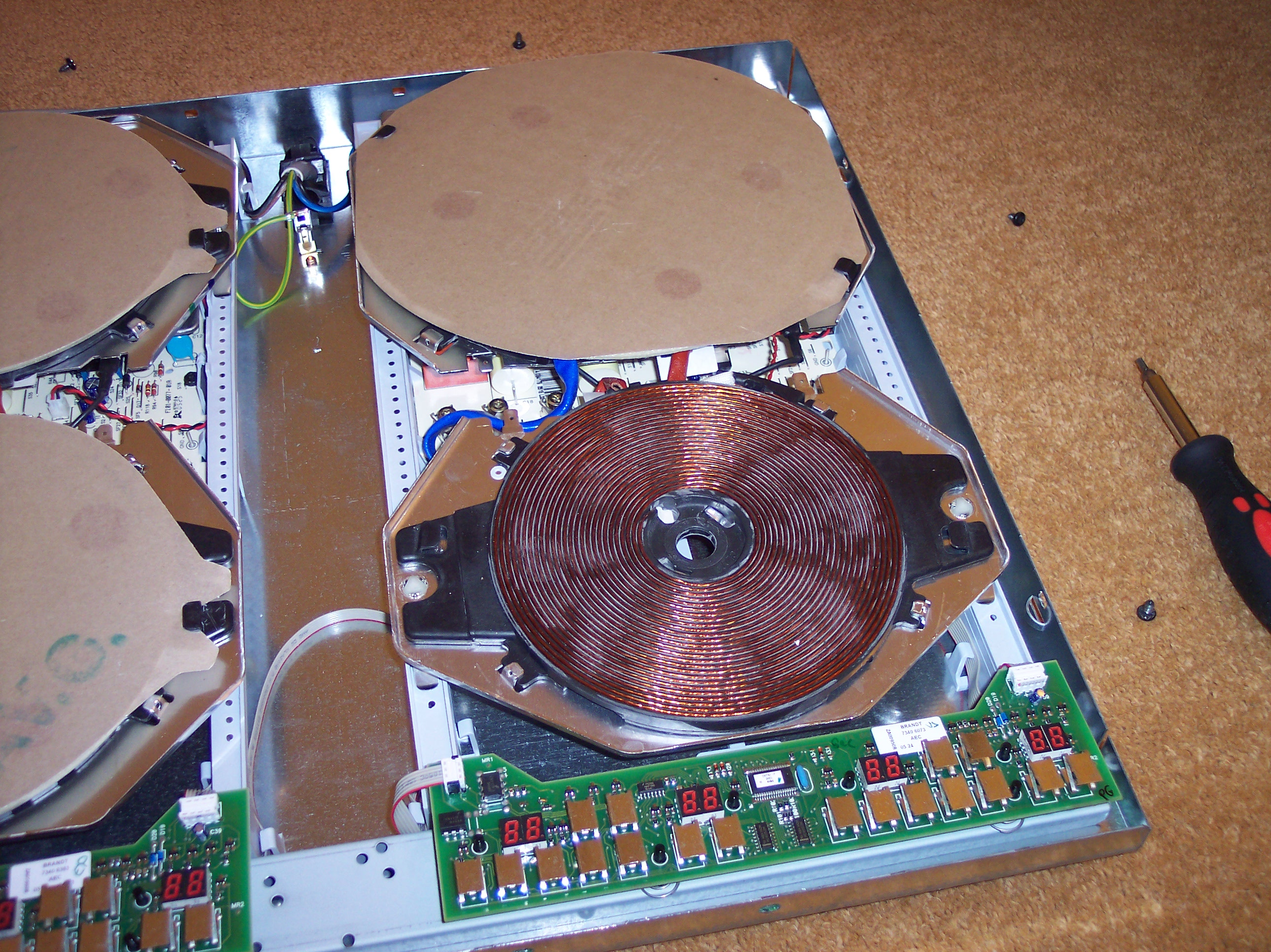
Aspecte interior d'una cuina d'inducció.

La cuina d'inducció té nombrosos avantatges: Segons el U.S. Department of Energy, l'eficiència de transmissió d'energia a la cuina d'inducció és del 84% enfront del 74% de les vitroceràmiques convencionals. El que significa un estalvi d'aproximadament 12% per la mateixa quantitat de calor generada. L'alta eficiència en la transferència de calor fa que es cuini més aviat que a les cuines convencionals. També suposa un estalvi d'energia. En escalfar l'olla directament evita que es cremi qualsevol cosa que hagi quedat interposada entre la cuina i l'olla. Aquesta característica fa que les cuines d'inducció siguin més segures, reduint el risc d'incendi considerablement. A més en no cremar-se la superfície resulten més fàcils de netejar perquè no queden restes cremades adherides. Ja que la calor es genera per un corrent induït, la unitat detecta si l'olla hi és present, el que permet que la cuina s'apagui automàticament si detecta que l'olla ha estat retirada. Es deterioren poc, per la qual cosa solen durar més temps amb aparença de noves. En general, es pot dir que qualsevol recipient en la base del qual "s'enganxi" un imant és vàlida per a aquest tipus de cuines. Malgrat tot, cal tenir en compte que aquestes plaques requereixen recipients amb fons ferromagnètic que permetin tancar el circuit d'inducció i que no les poden emprar persones amb marcapassos.

## Instal·lació
A molts països europeus, les cuines elèctriques es connecten preferentment a la xarxa elèctrica com a «connexió fixa» mitjançant una caixa de connexions per a cuines; a Suïssa, en canvi, els cables procedents del conducte buit es connecten directament. Per a l'alimentació elèctrica, és habitual una connexió trifàsica de 400 V CA, però també eren habituals les alimentacions monofàsiques de 230 V, sobretot a les instal·lacions més antigues. La norma DIN 18015-1 exigeix en 5.2.5-Instal·lacions residencials, una connexió trifàsica amb una capacitat de corrent admissible d'almenys 20 A.

## Cuina domòtica
La cuina elèctrica és la ideal per ser utilitzada com a cuina domòtica, sobretot pel que fa a l'apagat passat un determinat temps, en detectar-se calor excessiva, la possibilitat de tenir diferents combinacions de temperatura i potència al llarg del temps, preselecció de temps i temperatures o potències per a plats determinats, fins i tot la connexió a internet, etc.

## Perills i precaucions en el seu ús
La cuina elèctrica té perill de cremades, ja que les bobines i les àrees circumdants s'escalfen molt durant l'ús. A més poden produir descàrregues elèctriques a causa de cables danyats o desgastats que poden representar un risc.
Pel que fa a precaucions s'han de mantenir els materials inflamables allunyats a una distància segura, això inclou tovalloles de paper, draps i altres articles inflamables. S'han d'utilitzar utensilis adequats, especialment olles i paelles de fons pla per a assegurar un bon contacte amb la bobina per a una calefacció eficient i evitar que es bolquin. S'han de revisar regularment els cables de la cuina a la recerca de signes de desgast o mal. La cuina s'ha d'apagar quan no s'utilitza i deixar que es refredi completament abans de tocar-la.

### Cuines elèctriques de superfície llisa
Té perill de cremades, ja que la superfície de vidre o ceràmica pot retenir calor fins i tot després d'apagar la cuina. La superfície de vidre o ceràmica pot esquerdar-se o trencar-se si cauen olles pesades sobre ella. Els cables defectuosos o les peces danyades poden representar un risc.
Pel que fa a precaucions s'han d'utilitzar només olles i paelles de fons pla per a evitar ratllar o danyar la superfície. Els besaments s'han de netejar tan aviat com la cuina es refredi per a evitar taques i danys en la superfície.  S'ha d'evitar la caiguda o cops d'utensilis pesats sobre la superfície per a evitar esquerdaments. La superfície de la cuina s'ha de revisar regularment a la recerca d'esquerdes o danys i de deure deixar d'usar-la si troba algun problema.

### Cuines d'inducció
Encara que les cuines d'inducció són generalment més fresques al tacte, els utensilis poden escalfar-se molt, per la qual cosa hi ha el risc de cremades. Igual que amb altres cuines elèctriques, el cablejat defectuós pot representar un risc. Les estufes d'inducció poden interferir amb marcapassos i altres dispositius mèdics.
S'han d'utilitzar únicament utensilis de cuina que siguin compatibles amb les cuines d'inducció (generalment basats en materials magnètics). S'han d'evitar la presència d'objectes metàl·lics prop de la cuina d'inducció  per a evitar cremades accidentals o interferències. S'ha de verificar la compatibilitat de dispositius mèdics com a marcapassos, es recomana consultar al professional de la salut  sobre l'ús d'una cuina d'inducció.